# メボソムシクイ
メボソムシクイ (Phylloscopus xanthodryas) は、鳥綱スズメ目ムシクイ科ムシクイ属に分類される鳥類。

## 分布
日本（本州・四国・九州）で繁殖し、冬季になると中華人民共和国・台湾・フィリピンで越冬しインドネシアでも越冬していると考えられている。
模式標本の産地（模式産地）は廈門（中華人民共和国福建省）

## 形態
最長初列雨覆よりも第10初列風切の方が長い。第10初列風切の形状および先端は丸みを帯びる傾向がある。コムシクイ・オオムシクイと比較して尾羽や翼長が長く、黄色みが強い。

## 分類
以前は種P. borealisおよびその亜種P. b. xanthodryasの和名が、メボソムシクイとされていた。2011年にP. borealisを形態・鳴き声・ミトコンドリアDNAシトクロムb・ND2の分子系統推定から本種・P. borealis・P. examinandusの3種に分割する説が提唱され、2012年にP. borealisの和名をコムシクイ・P. examinandusの和名をオオムシクイとする説が提唱された。本種はコムシクイ・オオムシクイの系統とは、鮮新世後期の2,500,000年前に分岐したと推定されている。

## 生態
甲虫目・双翅目・半翅目・鱗翅目の昆虫およびその幼虫、クモなどを食べるが、秋季には果実も食べる。
繁殖形態は卵生。婚姻様式は一夫一妻とされるが、一夫多妻である可能性を指摘する説もある。日本では標高1,500 - 2,500メートルのオオシラビソ・コメツガなどからなる亜高山針葉樹林帯や、ダケカンバ・ハイマツ・ミヤマハンノキなどからなる高山帯で繁殖する。繁殖期にはオスは縄張りを形成する。囀りは4音節で、日本では5月下旬から10月上旬の長期間にわたり囀る。オスは翼や尾羽を上下に動かして求愛（ディスプレイ）し、苔や小枝を咥えてメスに対して投げる行動も報告されている。茂み・木やササ類の根元・堆積した落ち枝の隙間などにコケなどを組み合わせ側面に入口のある球形の巣を作り、産座に根状菌糸束や細根・獣毛などを敷く。4 - 5個の卵を産む。メスのみが抱卵し、抱卵期間は12 - 13日。雛は孵化してから13 - 14日で巣立つ。ツツドリに托卵されることもある。

## 人間との関係
囀りを日本語に置き換えた表現（聞きなし）として「銭取り、銭取り」がある。
分布が非常に広く生息数も安定していると考えられているため、種としての絶滅のおそれは低いと考えられている。